# 382
Готська війна. Правління Феодосія I у Східній Римській імперії. У Західній Римській імперії править Граціан. У Китаї правління династії Цзінь. В Індії правління імперії Гуптів. У Японії триває період Ямато. У Персії править династія Сассанідів.
На території лісостепової України Черняхівська культура. У Північному Причорномор'ї готи й сармати. Історики VI століття згадують плем'я антів, що мешкало на території сучасної України приблизно з IV сторіччя. З'явилися гуни, підкорили остготів та аланів й приєднали їх до себе.

## Події
- 3 жовтня — Намагаючись протистояти ордам гунів, східноримський імператор Феодосій I Великий поселив вестготів як федератів у Фракії — германці вперше отримали на території Римської імперії автономію, закріплену відповідним договором.
- Імператор Граціан відмовився від священних атрибутів імперської влади і звелів винести вівтар Перемоги з Сенату.
- Римський собор встановив біблійний канон.